# 耶律信先
耶律信先（やりつ しんせん、生没年不詳）は、遼（契丹）の軍人。

## 経歴
南府宰相・燕王耶律瓌引の五男として生まれた。于越耶律仁先や耶律義先の弟にあたる。興宗は信先の父の瓌引と血盟を交わした友であったことから、幼い信先を宮中に引き取って養った。信先は騎射を得意とした。
重熙14年（1045年）、左護衛太保となり、同知殿前点検司事をつとめた。重熙15年（1046年）、漢人行宮都部署となった。重熙18年（1049年）、右祗候郎君班詳穏を兼ねた。父の瓌引を王に封じるよう興宗に願い出ると、興宗は瓌引を燕王に追封した。この年、蕭恵の下で西夏を攻撃し、オルドスで敗戦して、責任を問われて辞任した。
清寧初年、南面林牙となり、死去した。

## 伝記資料
- 『遼史』巻90 列伝第20